# Jan Wąglikowski
Jan Wąglikowski herbu własnego – miecznik ziem pruskich w latach 1646–1650, sekretarz królewski w latach 1642–1645.
Deputat na Trybunał Główny Koronny z województwa pomorskiego w 1634/1635 roku. Poseł na sejm nadzwyczajny 1635 roku, sejm zwyczajny 1637 roku, sejm 1638 roku, sejm 1639 roku, sejm 1642 roku, sejm 1645 roku, sejm 1646 roku, sejm 1647 roku.
Poseł na sejm koronacyjny 1649 roku z powiatu człuchowskiego. Poseł na sejm 1649/1650 roku. 
Był elektorem Władysława IV Wazy i Jana II Kazimierza Wazy.